# Махошеполяна
Махошеполяна (рос. Махошеполяна) — село Майкопського району Адигеї Росії. Входить до складу Тульського міського поселення.
Населення — 6 осіб (2015 рік).